# Final Fantasy: Brave Exvius
Final Fantasy: Brave Exvius (ファイナルファンタジー ブレイブエクスヴィアス Fainaru Fantajī Bureibu Ekusuvuiasu?) es un videojuego de rol de la saga Final Fantasy para dispositivos iOS y Android.
En agosto de 2019, la aplicación se había descargado más de 40 millones de veces en todo el mundo. Un spin-off de RPG táctico titulado War of the Visions: Final Fantasy Brave Exvius se anunció que se lanzará en Japón el 14 de noviembre de 2019 y a nivel mundial el 25 de marzo de 2020. 

## Jugabilidad
Brave Exvius está diseñado como un juego de rol por turnos, que combina elementos de la serie Final Fantasy con los del juego anterior de Alim, Brave Frontier . Similar a Brave Frontier , el sistema de batalla consiste en una interfaz simplificada donde los jugadores pueden ordenar a sus personajes que ataquen tocando el botón de ataque correspondiente del personaje, y se pueden usar ataques especiales o elementos deslizando el botón y eligiendo el comando deseado.
El juego también utiliza elementos de la serie Final Fantasy , como hechizos mágicos, rupturas de límites específicos de personajes y la invocación de criaturas (conocidas como 'Espers').
Los personajes se presentan en un estilo pixel art .  Como parte del sistema gacha del juego , los jugadores pueden convocar personajes de títulos anteriores de Final Fantasy y Brave Frontier . La rareza de las invocaciones varía de 1 a 5 estrellas, con las invocaciones de 5 estrellas (solo una base de 5 estrellas) que se pueden actualizar a 6 y 7 estrellas. Los jugadores pueden usar esos personajes para construir grupos personalizados de cinco unidades. También pueden reclutar una sexta unidad adicional de otros jugadores. A través de eventos de colaboración, los jugadores también han podido convocar personajes de otros títulos de Square Enix como Tomb Raider , Kingdom Hearts y Secret of Mana , así como múltiples formas deAriana Grande  y Katy Perry . 
Los jugadores avanzan a través de una serie de etapas hasta que encuentran y derrotan al jefe final, tiempo durante el cual obtienen puntos de experiencia, materiales de elaboración y dinero.
El juego también presenta etapas de 'exploración' (una nueva adición en comparación con Brave Frontier ), durante las cuales los jugadores pueden explorar libremente ciudades y otras áreas en un estilo RPG clásico a través del control táctil, interactuando con personajes, visitando tiendas, obteniendo misiones, buscando para obtener recursos y luchar contra enemigos en encuentros aleatorios (durante los cuales, la interfaz es la misma que en las etapas de batalla normales).  Escondido dentro de algunas áreas de exploración está el personaje conocido como el ' Chocobo Gordo ', que vende artículos raros y exclusivos a cambio de un recurso específico, conocido como 'cuarzo estrella'.
También está disponible un modo de arena, que permite a los jugadores competir contra los equipos de otros jugadores.
El juego también presenta varios eventos de tiempo limitado, por lo que las nuevas etapas y áreas de exploración están disponibles por una duración limitada.
La energía es un recurso que los jugadores necesitan para comenzar la mayoría de las etapas. Se recarga en tiempo real, incluso cuando el juego está cerrado. Los nuevos jugadores comienzan el juego con un nivel de energía máximo de 10, pero ganan más capacidad a medida que completan etapas y aumentan su "rango de jugador".

### Mundo
La forma principal de acceder a la historia y la tradición de Brave Exvius es a través del mapa mundial. En el mapa del mundo, hay varios continentes, que se corresponden con los arcos de la historia del juego. Para jugar o continuar con la historia, el jugador debe completar cada continente para desbloquear un nuevo continente. Se agregan nuevos continentes al juego con lanzamientos periódicos, a medida que se expande la historia.
Dentro de cada continente, hay un camino de ciudades y puntos de referencia, y dentro de los puntos de referencia hay múltiples niveles, cada uno con sus propios objetivos.

### Elementos
En el juego, hay 8 elementos: fuego, hielo, agua, relámpagos, tierra, viento, luz y oscuridad. Cada elemento contrarresta a otro; por ejemplo, el hielo es débil contra el fuego, pero eficaz contra el viento, mientras que el viento sería eficaz contra la tierra.
Los elementos son importantes porque la mayoría de los enemigos del juego tienen debilidades elementales específicas (por ejemplo, la mayoría de los monstruos en la región más fría del mundo son débiles para disparar, los enemigos mecánicos a menudo son débiles para los rayos).

### Espers
Una mecánica de juego clave heredada de otros títulos de Final Fantasy es la de 'Espers' (también conocido por otros nombres, como 'Summons' en otros juegos de Final Fantasy ). Los Espers son criaturas poderosas que se pueden encontrar en el mundo del juego y, una vez derrotadas en la batalla, se equipan para las unidades del jugador. Equipar un Esper otorgará a las unidades nuevas estadísticas y habilidades para usar en la batalla, y también permitirá que Esper sea evocado directamente durante el combate.
Al igual que con otras unidades, los Espers se pueden aumentar de nivel para obtener atributos mejorados y nuevas habilidades.

### Encadenamiento
Encadenar el tiempo de los ataques entre los personajes de un grupo para hacer varios golpes seguidos es un método para aumentar el daño infligido durante la batalla. La mayoría de las unidades "encadenarán", o maximizarán, con 4 veces el daño normal, aunque algunas unidades pueden llegar hasta 6. Hay tres tipos de cadenas en el juego y se pueden mezclar. 
- Una cadena normal se hace solo mediante ataques simples. Toma 31 golpes individuales para maximizar.
- Una cadena elemental ocurre cuando los ataques de los mismos elementos se utilizan en sucesión. Una cadena de un solo elemento necesitará 11 golpes para maximizar.
- Una cadena de chispas está formada por golpes que ocurren simultáneamente, el primer golpe es parte de una cadena normal, y los golpes posteriores obtienen la mayor bonificación de cadena. Las cadenas de chispas no elementales de 2 unidades reciben 13 golpes al máximo.

## Desarrollo
Brave Exvius se reveló por primera vez en noviembre de 2014 en el Final Fantasy Live Event en Tokio, junto con Final Fantasy Legends: Toki no Suishō y la aplicación Final Fantasy Portal. Fue lanzado por primera vez en Japón en octubre de 2015.
Eiji Takahashi e Hisatoshi Hayakashi de Brave Frontier dirigen y producen el juego [8] mientras que Noriyasu Agematsu compuso la partitura musical del juego. Las ilustraciones de los personajes están a cargo de Yoshitaka Amano , quien ilustró el arte de las primeras obras de Final Fantasy.
El 26 de agosto de 2015 comenzó una prueba beta para la versión de Android del juego para un número limitado de jugadores que habían registrado cuentas en el sitio web japonés de Square Enix. Se anunció un lanzamiento global en inglés en mayo de 2016, con la versión beta lanzada en Suecia , junto con la campaña de preinscripción.
El juego fue lanzado oficialmente en todo el mundo fuera de Japón el 30 de junio de 2016.
En diciembre de 2018 , se anunció en Japón una aplicación complementaria para dispositivos móviles, Final Fantasy Brave Exvius: Digital Ultimania

## Personajes
Rain: Un caballero de Grandshelt, cuyo prodigioso talento le permitió estar al mando de un barco volador pese a su corta edad. Asimismo, le interesa encontrar el paradero de su padre Sir Reagen, uno de los caballeros más famosos de toda la tierra de Lapis. Durante la primera temporada debe enfrentar a la orden de los Veritas que buscan erradicar los 4 cristales de la tierra. En la segunda temporada, Rain desaparece tras la batalla final con Solfuego, el resto de sus amigos lo busca desesperadamente por todo Paladia.
Laswell: Compañero de armas de Rain, es un caballero de Grandshelt de gran habilidad. Siempre busca competir con Rain. Laswell viaja por toda la tierra junto a Rain y Fina para impedir las injusticias cometidas por la peligrosa orden de los Veritas. En la segunda temporada Laswell se transforma en el líder del grupo y busca con el resto de sus compañeros a Rain por el nuevo mundo de Paladia.
Fina: Una misteriosa chica que permaneció años encerrada en un cristal. Sin acordarse de su pasado Fina acompaña a Rain y Laswell por Lapis con el objetivo de recuperar su memoria y ayudar a los más necesitados. Fina tiene un alter ego conocido como Dark Fina o Majin Fina, que tiene una personalidad mucho más avasalladora y también un poder mucho más grande que la Fina normal. En la segunda temporada, Fina logra convertirse en una sola con Dark Fina y se une a Laswell en la búsqueda de Rain, luego de que esta desarrollara fuertes sentimientos por él.

## Lanzamiento
El juego fue lanzado oficialmente en Japón el 22 de octubre de 2015. El 29 de junio de 2016 a nivel global.